# تاریخ بی‌خدایی
بی‌خدایی، در کلی‌ترین معنی، یعنی «رد وجود خدا یا خدایان».

## فلسفه هندی

### هندوئیسم
در شرق، زندگی متفکرانه‌ای که بر ایده خدایان متمرکز نبود، در سده ششم پیش از میلاد و با ظهور جینیسم ، بودیسم و فرقه‌های گوناگون هندوئیسم در هند و تائوئیسم در چین آغاز شد. این ادیان، مسیری فلسفی و نجات‌بخش ارائه می‌کردند که الزاماً شامل پرستش خدا نمی‌شد. خدایان برای هدف نجات‌بخش سنت اولیه بودایی الزامی تلقی نمی‌شوند و وجود آنها به صراحت مورد تردید قرار گرفته و اغلب رد می‌شود. حداقل در برخی تفاسیر، بین مفهوم وجود خدایان و اصول اولیه بودایی، ناسازگاری اساسی وجود دارد.  برخی از فیلسوفان بودایی  عنوان می‌کنند که باور به خدای آفرینندهٔ جاویدان، انحراف از وظیفهٔ اصلی زندگی مذهبی است. 
در مکاتب آستیکا ("ارتدوکس") فلسفهٔ هندو ، مکتب سامخیا و مکتب اولیه میمامسا ، وجود خدای آفریننده را در نظام‌های مربوطهٔ خود نمی‌پذیرفتند.
متن اصلی مکتب سامخیا ، سامخیا کاریکا، توسط ایسوارا کریشنا در سده چهارم پس از میلاد نوشته شد، که پیش از نوشتنش نیز سامخیا مکتب پذیرفته هندوییسم بود. ریشه‌های این مکتب بسیار کهن‌تر هستند و در افسانه‌ها گم شده‌اند. مدرسه هم دوگانه بود و هم بی‌خدا. آنها به وجود همزمان پراکریتی ("طبیعت") و پوروشا ("آگاهی") باور داشتند و جایی برای یک ایشوارا ("خدا") در آن‌دو نداشتند، با این استدلال که وجود ایشوارا قابل اثبات نیست و بنابراین، نمی‌توان وجود آن را پذیرفت.

## دوران مدرن

### سده نوزدهم
انقلاب فرانسه در سال ۱۷۸۹ میلادی، اندیشه بی‌خدایی را به شهرت سیاسی در برخی از کشورهای غربی تبدیل کرد و راه را برای جنبش‌های خردگرایی ، آزاداندیشی و لیبرالیسم سده نوزدهم باز کرد. پرسی بیش شلی ، شاعر رمانتیک ، زاده ۱۷۹۲ و فرزند عصر روشنگری ، در سال ۱۸۱۱ از دانشگاه آکسفورد انگلستان اخراج شد، زیرا جزوه‌ای ناشناس با عنوان «ضرورت بی‌خدایی» به رئیس دانشگاه فرستاد. از نگاه پژوهش‌گران، این جزوه اولین رساله الحادی است که به زبان انگلیسی منتشر شده‌است. یکی از تأثیرات اولیه بی‌خدایی در آلمان، جوهر مسیحیت اثر لودویگ فویرباخ (۱۸۷۲-۱۸۰۴) بود. او بر دیگر اندیشمندان بی‌خدایی سده نوزدهم آلمان، مانند کارل مارکس ، ماکس استیرنر ، آرتور شوپنهاور (۱۷۸۸-۱۸۶۰) و فردریش نیچه (۱۸۴۴-۱۹۰۰) تأثیر گذاشت.
چارلز برادلاگ (۱۸۳۳-۱۸۹۱) آزاداندیش انگلیسی، چندبار به عضویت مجلس بریتانیا انتخاب شد، اما پس از رد درخواست او برای تأیید به جای ادای سوگند دینی، به او اجازه ندادند که در کرسی خود بنشیند (او سپس پیشنهاد سوگندیادکردن نمود ، اما این نیز به اجازه داده‌ نشد). پس از اینکه بردلاگ برای چهارمین بار مجدداً انتخاب شد، یک رئیس مجلس جدید به بردلا اجازه داد تا سوگند یاد کند و هیچ مخالفتی را مجاز ندانست.  او اولین بی‌خدایی بود که در پارلمان نشست، جایی که در اصلاح مصوبه سوگند شرکت کرد. 